# Daniel Pudil
Daniel Pudil (Praga, República Checa, 27 de septiembre de 1985) es un exfutbolista checo que jugaba de defensa.

## Biografía
Pudil empezó jugando en el FK Chmel Blšany. En 2004 fichó por el FC Slovan Liberec, equipo con el que debutó en la Gambrinus liga. Con este club consiguió su primer título de Liga en 2006.
En 2007 fichó por el Slavia Praga, con el cual se proclamó campeón de Liga en 2008.
En el mercado de invierno de 2012 fichó por el Granada CF de la Primera división de España, y lo cedieron hasta junio. A primeros de julio, justo antes de incorporarse a la pretemporada con el equipo granadino, lo decidieron volver a ceder hasta 2013 al Watford Football Club inglés.

### Selección nacional
Ha sido internacional con la selección de fútbol de la República Checa, ha jugado 35 partidos internacionales y ha anotado 2 goles.

## Clubes
| Club                               | País            | Año       |
| ---------------------------------- | --------------- | --------- |
| F. K. Chmel Blšany                 | República Checa | 2003-2004 |
| F. C. Slovan Liberec               | República Checa | 2004-2008 |
| S. K. Slavia Praga (cedido)        | República Checa | 2007-2008 |
| K. R. C. Genk                      | Bélgica         | 2008-2011 |
| Granada C. F.                      | España          | 2012-2013 |
| A. C. Cesena (cedido)              | Italia          | 2012      |
| Watford F. C. (cedido)             | Inglaterra      | 2012-2013 |
| Watford F. C.                      | Inglaterra      | 2013-2016 |
| Sheffield Wednesday F. C. (cedido) | Inglaterra      | 2015-2016 |
| Sheffield Wednesday F. C.          | Inglaterra      | 2016-2019 |
| F. K. Mladá Boleslav               | República Checa | 2019-2020 |
| F. K. Viktoria Žižkov              | República Checa | 2020-2021 |

## Palmarés

### Títulos nacionales
| Título                               | Club                 | País            | Año  |
| ------------------------------------ | -------------------- | --------------- | ---- |
| Liga de Fútbol de la República Checa | F. C. Slovan Liberec | República Checa | 2006 |
| Liga de Fútbol de la República Checa | S. K. Slavia Praga   | República Checa | 2008 |
| Copa de Bélgica                      | K. R. C. Genk        | Bélgica         | 2009 |
| Primera División de Bélgica          | K. R. C. Genk        | Bélgica         | 2011 |
| Supercopa de Bélgica                 | K. R. C. Genk        | Bélgica         | 2011 |